# Урриолагоитиа, Мамерто
Мамерто Урриолагойтиа Харриаг (исп. Mamerto Urriolagoitia Harriague; 5 декабря 1895 — 4 июня 1974) — боливийский политический деятель, президент страны с 1949 по 1951 года.

## Биография
Учился во Франции, а впоследствии поступил на боливийскую дипломатическую службу. В 1947 году был назначен на пост вице-президента в администрации Энрике Эрцога. На этой должности постоянно сталкивался с беспорядками со стороны рабочих и профсоюзов, а также консервативных лидеров. В связи с этим президент Эрцог был вынужден уйти в отставку в 1949 году. После этого Урриолагоитиа возглавил правительство. Он сразу же усилил репрессии. Против него объединились члены реформистских движений: Виктор Пас Эстенссоро, Хуан Лечин, Эрнан Силес Суасо и другие. Оппозиция организовала по всей стране ряд мощных восстаний в мае-сентябре 1949 года. Тогда президенту едва удалось удержать контроль над ситуацией, но это стало началом конца правления олигархического режима, который господствовал в стране с 1880 до 1936, был восстановлен в 1940—1943 и 1946—1952 годах.
По результатам выборов 1951 года победителем был объявлен оппозиционный лидер Виктор Пас Эстенссоро. Зато Урриолагойтиа даже и думать не хотел о том, чтобы передать власть Пасу Эстенссоро. Вместо этого он совершил несколько невероятное для боливийской политики — он назначил на пост президента генерала Уго Бальивиана, фактически совершив переворот против самого себя. Результаты выборов были аннулированы, а Бальивиан закрепился в президентском дворце. Урриолагойтиа ушёл из политики и покинул страну. Позже он вернулся в родной Сукре, где и умер 4 июня 1974 в возрасте 78 лет.